# Jerry O'Connell
Pour les articles homonymes, voir O'Connell.
Jerry O'Connell est un acteur, réalisateur, scénariste et producteur américain, né le 17 février 1974 à New York.

## Biographie

### Jeunesse et formation
Jeremiah O'Connell est né le 17 février 1974 à New York, dans le quartier de Manhattan, de l'union entre Linda (née Witkowski), professeur d'art, et Michael O'Connell, un directeur d'agence de publicité. Son grand-père maternel, Charles S. Witkowski, a été le maire de Jersey City, dans le New Jersey.
Il a été élevé à Manhattan avec son plus jeune frère, Charlie O'Connell, également acteur. Adolescent, il fréquenta la Manhattan's Professional Children's School.
Il a poursuivi des études à la New York University (NYU) de 1991 à 1994, où il pratiqua l'escrime avec succès jusqu'à être capitaine de l'équipe de sabre.
Récemment Jerry a repris des cours de droit afin de combler son emploi du temps de père au foyer. Il a obtenu sa première année.

### Carrière

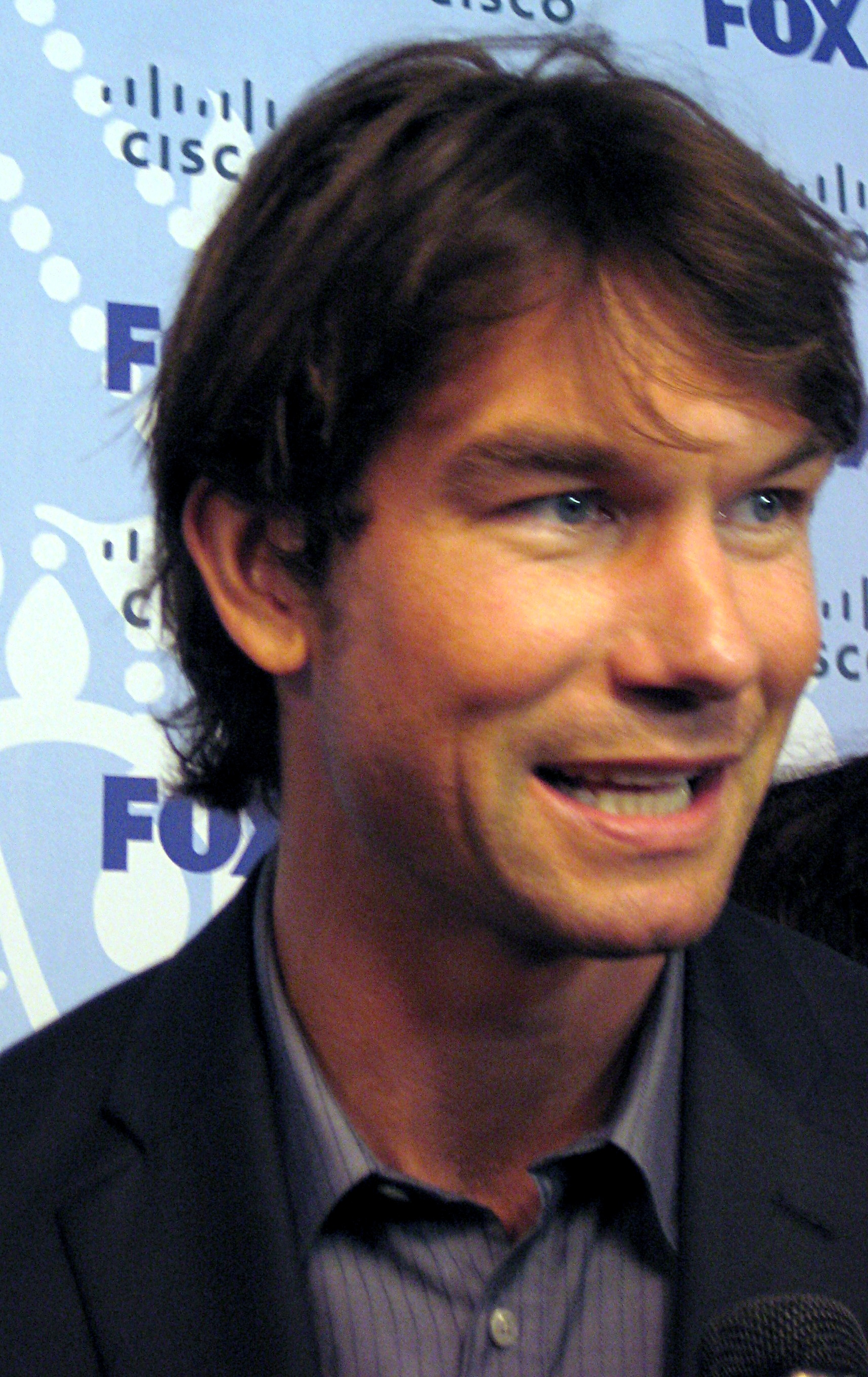
Jerry O'Connel en 2008.

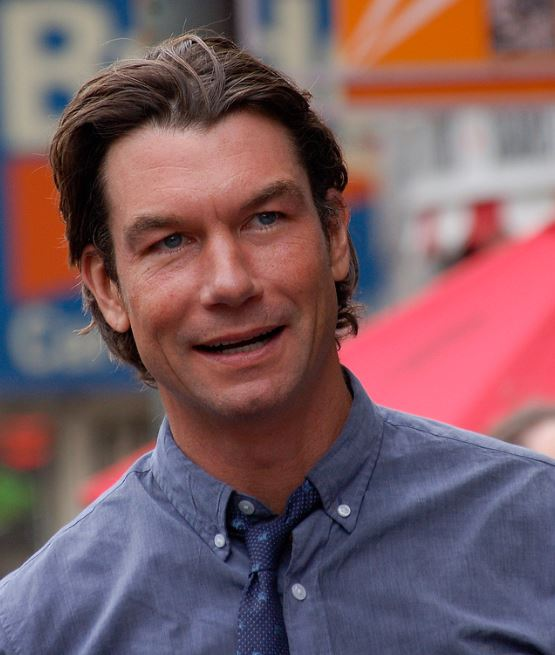
Jerry O'Connel en juin 2013.

Jerry O'Connell a trouvé sa vocation d'acteur depuis son plus jeune âge.
Il a tourné dans certaines publicités mais c'est le film Stand by Me en 1986, d'après une nouvelle de Stephen King, qui marque réellement le début de sa carrière.
De 1988 à 1991, il incarne Andrew Clements, premier rôle de Superkid (My Secret Identity), une série jeunesse découverte sur La Cinq.
En 1994, à l'âge de 20 ans, il a auditionné pour deux séries télévisées : Sliders : Les Mondes parallèles et La Vie à cinq. Il est finalement choisi pour incarner le personnage de Bailey dans la deuxième série, mais la veille du premier jour de tournage, l'acteur sélectionné pour jouer le rôle de Quinn Mallory dans Sliders : Les Mondes parallèles se désiste. Par conséquent, les producteurs rappellent Jerry O'Connell pour le remplacer. Le rôle de Quinn Mallory, jeune génie de la physique, dans cette série de science-fiction le rend rapidement célèbre.[pas clair]
En 1996, Jerry O'Connell est à l'affiche des films Bienvenue chez Joe et Jerry Maguire.
En 1997, il fait partie du casting du film Scream 2.
En 1999, Il incarne le petit ami de Mariah Carey dans son clip Heartbreaker.
En 2000, il est dans Mission to Mars.
En 2003, il incarne le rôle principal de Charlie Carbone dans le film Kangourou Jack.
De 2002 à 2007, il interprète le rôle de Woody Hoyt dans Preuve à l'appui. Il apparaît également dans Las Vegas et FBI : Portés disparus.
En 2007, il obtient un rôle dans Carpoolers, série annulée.
En 2008, il intègre le casting de la série Do Not Disturb mais la série est annulée.
En 2010, il est choisi pour interpréter l'un des premiers rôles avec Jim Belushi dans la série The Defenders mais la série est aussi annulée. La même année, il est à l'affiche du film Piranha 3-D.
En 2012, il rejoint la distribution de la série en préparation Mockingbird Lane (ré-interprétation de la série The Munsters) qui s'est réduite à un téléfilm spécial Halloween.
En 2013, il est dans le film Scary Movie 5, Space Station 76 et The Lookalike. La même année, il est choisi pour une nouvelle série en projet portant comme titre provisoire The Ex-Men avec également Kal Penn et Tony Shalhoub.[réf. souhaitée]
En 2014, il obtient le rôle du shérif Dan Lamb dans le film Veronica Mars de Rob Thomas.
En 2020, il porte l'adaptation du best-seller de Rhonda Byrne Le Secret : Oser le rêve aux côtés de Katie Holmes.
Le film familial Un Quartier Totalement Wouf !, produit par Haim Saban, dont il est l’une des stars avec Dolph Lundgren, Eric Roberts, Jennifer Love Hewitt, Rob Schneider, Danny Trejo et Malcolm McDowell, paru en 2021 aux Etats-Unis, sort en 2023 en France sur Amazon Prime.

### Vie privée
Jerry O'Connell a été le petit ami de Sarah Michelle Gellar ainsi que de la spice girl Geri Halliwell avant de fréquenter Rebecca Romijn, qui auparavant était mariée à John Stamos. Ils se sont fiancés en septembre 2005 et se sont mariés le 14 juillet 2007. Ils sont parents depuis le 28 décembre 2008 de jumelles. Son frère, Charlie O'Connell est d'ailleurs le parrain de l'une d'entre elles. Charlie est également acteur et l'a accompagné dans la quatrième saison de Sliders dans le rôle de son frère, Colin Mallory.
Jerry a montré son aversion profonde pour la scientologie : il a en effet tourné un court-métrage dans lequel il était habillé, coiffé et parlait comme l'acteur Tom Cruise. Il vantait à la manière de ce dernier, les mérites de cette secte, renommée ici cinématologie.

## Filmographie

### Cinéma

#### Longs métrages
- 1986 : Stand by Me de Rob Reiner : Vern Tessio
- 1988 : Police Academy 5 : Débarquement à Miami Beach de Alan Myerson : un garçon sur la plage
- 1993 : Calendar Girl : Scott Foreman
- 1996 : Bienvenue chez Joe de John Payson : Joe
- 1996 : Jerry Maguire de Cameron Crowe: Frank Cushman
- 1997 : Scream 2 de Wes Craven : Derek Feldman
- 1998 : Big Party de Harry Elfont et Deborah Kaplan : Trip McNeely
- 1999 : Sexe attitudes de Michael Cristofer : Michael Penorisi
- 2000 : Mission to Mars de Brian De Palma : Phil Ohlmyer
- 2001 : Tomcats de Gregory Poirier : Michael Delany
- 2002 : Le Coup de Vénus de Walt Becker : David Collins
- 2002 : Le Nouveau d'Ed Decter : lui-même
- 2003 : Kangourou Jack de David McNally: Charlie Carbone
- 2004 : Fat Slags : Sean Cooley
- 2006 : The Alibi de Matt Checkowski et Kurt Mattila : le buisnessman
- 2006 : Room 6 : Lucas
- 2006 : Une famille 2 en 1 de Raja Gosnell: Max
- 2006 : Agent de stars de Mike Binder : David Lilly
- 2009 : Obsessed : Ben
- 2009 : Un bébé à bord : Curtis
- 2010 : Piranha 3-D d'Alexandre Aja : Derrick Jones
- 2011 : Chocolate Break : l'homme-chocolat
- 2013 : Scary Movie 5 de Malcolm D. Lee : Christian Grey
- 2014 : Veronica Mars, le film de Rob Thomas : le shérif Dan Lamb
- 2014 : Space Station 76 de Jack Plotnick : Steve
- 2014 : The Lookalike de Richard Gray : Joe Mulligan
- 2016 : A Mermaid's Tale de Dustin Rikert : Matt
- 2017 : I Wish : Faites un vœu (Wish Upon) de John R. Leonetti : le propriétaire précédent / la victime (non crédité)
- 2018 : Boy Band de Joel Levinson : Chad Bixley
- 2018 : Wetware de Jay Craven : Wendell Blaine
- 2019 : Satanic Panic de Chelsea Stardust : Samuel Ross
- 2019 : Deep Murder de Nick Corirossi : Doug
- 2020 : Le Secret : Oser le rêve d'Andy Tennant : Tucker
- 2020 : Ballbuster de Tom Hines : Rich
- 2020 : Plus rien à f***  de Michael Duggan : Jeffrey Blackmore
- 2021 : Espèces menacées : Mitch Hanover
- 2022 : Play Dead : le coroneur
- 2023 : The Donor Party de Thom Harp : Tim
- date indéterminée : Summer Gold de Caroline Zelder : Rick Brackett[7] (en préproduction[7])

#### Courts métrages
- 2008 : The Parody Video Tom Cruise Wants You to See de Jerry Minor : Tom Cruise
- 2011 : Jerry O'Connell Auditions for Two and a Half Men de lui-même
- 2014 : Jerry O'Connell Plagiarizes Shia LaBeouf with #IAMSORRYTOO de Jensen Karp
- 2014 : Haunted House Hunters de LP
- 2016 : Be Good for Rachel d'Ed Roe

#### Films d'animation
- 2010 : Superman/Shazam! : Le Retour de Black Adam (en) (Superman/Shazam!: The Return of Black Adam) court-métrage DC Showcase de Joaquim Dos Santos : Captain Marvel (voix originale)
- 2015 : La Ligue des justiciers : Le Trône de l'Atlantide (Justice League: Throne of Atlantis) d'Ethan Spaulding : Clark Kent / Superman (voix originale)
- 2016 : La Ligue des justiciers vs. les Teen Titans (Justice League vs Teen Titans) de Sam Liu : Clark Kent / Superman (voix originale)
- 2016 : Trolland de Ron Thornton : Hayden (voix originale)
- 2017 : Justice League Dark de Jay Oliva : Clark Kent / Superman (voix originale)
- 2018 : La Mort de Superman (The Death of Superman) de Sam Liu : Clark Kent / Superman (voix originale)
- 2019 : Le Règne des Supermen (Reign of the Supermen) : Clark Kent / Superman / Cyborg Superman (voix originale)
- 2019 : Batman : Silence (Batman: Hush) : Clark Kent / Superman (voix originale)
- 2019 : The Death and Return of Superman (film) (en) de Jake Castorena et Sam Liu : Clark Kent / Superman (voix originale)
- 2020 : Justice League Dark: Apokolips War de Matt Peters et Christina Sotta : Clark Kent / Superman (voix originale)

### Télévision

#### Téléfilms
- 1987 : The Room Upstairs (en) : Carl
- 1995 : Blue River : Lawrence Sellars
- 1997 : Les Secrets du silence : le révérend Perry Ray
- 1999 : American Sixties : Brian Herlihy
- 2002 : Romeo Fire : Ryan Wheeler
- 2009 : Un amour éternel de Ralph Hemecker : Duncan
- 2012 : Mockingbird Lane : Herman Munster
- 2017 : Coup de foudre à Paris (Love Locks) de Martin Wood : Jack Burrow

#### Séries télévisées
- 1988 : Equalizer : Bobby (1 épisode)
- 1988-1991 : Mon plus beau secret : Andrew Clements (72 épisodes)
- 1989 : Charles s'en charge : David Landon (1 épisode)
- 1992-1993 : Camp Wilder : Brody Wilder (19 épisodes)
- 1995-1999 : Sliders : Les Mondes parallèles : Quinn Mallory (70 épisodes)
- 2001 : Les Nuits de l'étrange : Andy (1 épisode)
- 2002 : On the Road Again : Pete Rossock (1 épisode)
- 2002-2007 : Preuve à l'appui : Woody Hoyt (88 épisodes)
- 2004-2006 : Las Vegas : Woody Hoyt (5 épisodes)
- 2004 : FBI : Portés disparus : Joe Gibson (1 épisode)
- 2006 : Ugly Betty : Joel (1 épisode)
- 2007 : Samantha qui ? : Craig (1 épisode)
- 2007 : Carpoolers : Dr Laird (13 épisodes)
- 2008 : Do Not Disturb (en) : Neal (6 épisodes)
- 2009 : Les Mystères d'Eastwick : Colin Friesen (2 épisodes)
- 2010-2011 : The Defenders : Pete Kaczmarek (18 épisodes)
- 2011 : NTSF:SD:SUV:: (en) : l'homme mentaliste (saison 1, épisode 8)
- 2013 : Burning Love : Henry (14 épisodes)
- 2013 : King and Maxwell : Jerry Walkeiwicz (saison 1, épisode 6)
- 2013 : Satisfaction : David Roman (saison 1, épisode 6)
- 2013 : We Are Men : Stuart Stegeman (7 épisodes)
- 2014 : Next Time on Lonny : Gus Gavin (saison 2, épisode 9)
- 2014 et 2016 / 2018 / 2019 : Drunk History : Thomas Jefferson (2 épisodes), Grigori Rasputin (saison 5, épisode 2) et Ken McElroy (saison 6, épisode 8)
- 2014 : The League : le père Muldoon (saison 6, épisode 7)
- 2015 : Flynn Carson et les Nouveaux Aventuriers (The Librarians) : Lancelot du Lac (saison 1, épisode 10 - non crédité)
- 2015 : Workaholics : Teddy (saison 5, épisode 5)
- 2015 : Marry Me : Daniel (2 épisodes)
- 2015 : New Timers : Jerry (saison 2, épisode 2)
- 2015 : Significant Mother : Bob Babcock (saison 1, épisode 8)
- 2016 : Les Mystères de Laura (The Mysteries of Laura) : Jon Dunham (2 épisodes)
- 2016 : Young and Hungry : Nick Diamond, le père de Gaby (saison 3, épisode 4)
- 2016-2022 : Billions : Steven Birch (10 épisodes)
- 2016 : Mistresses : Robert (4 épisodes)
- 2016 : Scream Queens : Dr Mike (2 épisodes)
- 2016 : The 5th Quarter : Frank Cushman (saison 1, épisode 2)
- 2017 : Larry et son nombril (Curb Your Enthusiasm) : le 2e inspecteur à la TV (saison 9, épisode 9)
- 2018-2019 : Carter (en) : Harley Carter (20 épisodes-2 saisons )
- 2018 : The Big Bang Theory : George « Georgie » Cooper, Jr. (3 épisodes)
- 2020 : Flipped : Chazz Connelly (3 épisodes)
- 2022 : Le Lac : Gil (2 épisodes)
- 2022 : Tab Time :  Coach (saison 2, épisode 5)
- 2023 : Voisins mais pas trop : lui-même (saison 5 épisode 17)
- 2023 : Star Trek: Strange New Worlds : le commandant Ramson (saison 2, épisode 7 - voix)

#### Séries d'animation
- 2005 : La Ligue des justiciers (Justice League Unlimited) : Captain Marvel (voix originale - saison 4, épisode 7)
- 2007 : Batman (The Batman) : Nightwing (voix originale - 2 épisodes)
- 2011 : G.I. Joe: Renegades : Gabriel Kelly / Barbecue (voix originale - saison 1, épisode 12)
- 2011 Ça bulle ! (Fish Hooks) : Sterling Hamsterton (voix originale - saison 1, épisode 28)
- 2013-2015 : Jake et les Pirates du Pays imaginaire (Jake and the Never Land Pirates) : Pip the Pirate Genie (voix originale - 7 épisodes)
- 2015-2016 : Fresh Beat Band of Spies : Arizona Jones (voix originale - 19 épisodes)
- 2017 : Justice League Action Shorts : Atom / Ray Palmer (websérie, voix originale - saison 1, épisode 1)
- 2017 : La Ligue des justiciers : Action (Justice League Action) : Atom / Ray Palmer (voix originale, 4 épisodes)
- depuis 2020 : Star Trek: Lower Decks : le commandant Ramson[7]
- 2023 : Solar Opposites : Jerry O'Connell / Barry Hatfield (voix originale - saison 4, épisode 5)

### Jeu vidéo
- 2015 : Infinite Crisis : Shazam (voix originale)

## Distinctions

### Nominations
- Daytime Emmy Awards 2023 : meilleur hôte dans un programme de talk-show pour The Talk (partagé avec Akbar Gbajabiamila, Amanda Kloots, Natalie Morales et Sheryl Underwood)
- Daytime Emmy Awards 2024 : meilleur hôte dans un programme de talk-show pour The Talk (partagé avec Akbar Gbajabiamila, Amanda Kloots, Natalie Morales et Sheryl Underwood)

## Voix françaises
En France, Thierry Wermuth est la voix française régulière de Jerry O'Connell depuis la série télévisée Sliders : Les Mondes parallèles en 1995.